# Systeloglossum
Systeloglossum – rodzaj roślin z rodziny storczykowatych (Orchidaceae). Obejmuje 5 gatunków występujących w Ameryce Środkowej i Ameryce Południowej w Kolumbii, Kostaryce, Ekwadorze, Panamie, Peru.

## Systematyka
Rodzaj sklasyfikowany do podplemienia Oncidiinae w plemieniu Cymbidieae, podrodzina epidendronowe (Epidendroideae), rodzina storczykowate (Orchidaceae), rząd szparagowce (Asparagales) w obrębie roślin jednoliściennych.
Wykaz gatunków
- Systeloglossum acuminatum Ames & C.Schweinf.
- Systeloglossum bennettii (Garay) Dressler & N.H.Williams
- Systeloglossum costaricense Schltr.
- Systeloglossum ecuadorense (Garay) Dressler & N.H.Williams
- Systeloglossum panamense Dressler & N.H.Williams